# Гордєєв Максим Андрійович
Гордєєв Максим Андрійович — (нар.27 березня, 1987 Київ) —  український учасник шоу «Битва екстрасенсів». 

## Життєпис
Народився 27 березня 1987 року в Києві.
Мати — Гордєєва Наталія Василівна, будівельник.
Батько — Гордєєв Андрій Володимирович, будівельник.
З юних років цікавився ізотерією. З малку і до 16 років займається професійно спортивно-бальними танцями, чемпіон України з латиноамериканської програми. У 18 років Максим вступає до Київського національного університету культури та мистецтв на факультет естрадного вокалу.
Учасник телепроектів: Битва екстрасенсів (Україна), Голос країни, Х-фактор.
У 2010 році стає учасником телепроекту Битва екстрасенсів (Україна). Цього ж року продовжує участь у 10 сезоні Битва екстрасенсів (Україна), зайнявши 5-е місце. 
У 2021 році учасник музичного телепроекту Співають всі на телеканалі Україна.

## Освіта
- Закінчив Київський національний університет культури і мистецтв
- Інститут екології економіки і права (факультет психології)

## Участь у проектах

### Україна
- 2012 , Інтер — участь у проекті «Про життя».
- 2012-2021 — телеканал 1+1 — участь у проектах : Інспектор. ФРЕЙМУТ, Сніданок з 1+1 та ТСН[17].
- 2012-2021 — телеканал Україна — участь у проектах: Говорить Україна (ток-шоу).
- 2013- Максі ТВ — участь у проекті "Кухня на шпильках.
- 2015 — М1 — участь у ранковому телепроекті: «Hello show».
- 2023 — телеканал Україна: Співають всі.

### Литва
- 2016-2017 LNK — « kk2», «Yra, kaip yra», «Anapus nežinomybės»[18][19].
- 2017 TV3 — «Raudonas kilimas»[20]

### Польща
- 2013TTV — Kossakowski. Szósty zmysł. Ukraina[21][22]

## Співоча кар'єра
У березні 2022 вийшов сингл "Бесконечна" російською мовою про війну. 
У червні випустив першу україномовну пісню "Незламні".
7 липня 2022 вийшов сингл "Мольфар".

## Особисте життя
Не одружений.

## Цікаві факти
- Після смерті матері став амбасадором боротьби з онкозахворюванням[27]